# Funicolare di Campodolcino
La funicolare di Campodolcino, nota anche come Sky Express, è un impianto della Valchiavenna costruito per servire il comprensorio di sport invernali Skiarea Valchiavenna.

## Storia
Inaugurata il 21 dicembre 1996, la funicolare collega Campodolcino con la frazione Motta.
L'impianto è stato progettato dalla società Spluga Domani, con un investimento 30 miliardi di lire.

## Caratteristiche
| Urban head station in tunnel |

| Urban tunnel straight track |

| Unknown route-map component "utSPLa" |

| Unknown route-map component "utSPLe" |

| Urban tunnel straight track |

| Urban End station in tunnel |

La sede della funicolare è interamente sotterranea, ivi compreso il raddoppio a metà percorso, e conduce dai 1.082 sul livello del mare della stazione a valle, realizzata facendo ampio ricorso a legno e vetro, ai 1.721 metri di altitudine di Motta.
Con una pendenza media 510 mm/m, la lunghezza complessiva dell'impianto è pari a 1.406 metri che le vetture percorrono in 3 minuti alla velocità di 10 metri al secondo con una capacità di trasporto di 2500 passeggeri/ora.
L'azionamento dell'argano, fornito da Ceretti e Tanfani, ha una potenza di 1.160 kW.